# ATP Challenger Series 2003
In der folgenden Tabelle werden die Turniere der professionellen Herrentennis-Saison 2003 der ATP Challenger Series dargestellt. Sie bestand aus 135 Turnieren mit einem Preisgeld von 25.000 bis 150.000 US-Dollar. Es war die 26. Ausgabe des Challenger-Turnierzyklus.

## Turnierplan

### Januar
| Datum1      | Ort       | Turnier                                 | Preisgeld | Belag2        | Sieger Einzel  | Sieger Doppel                     |
| ----------- | --------- | --------------------------------------- | --------- | ------------- | -------------- | --------------------------------- |
| 30.12. 2002 | São Paulo | Aberto de São Paulo                     | $ 025.000 | Hartplatz     | Flávio Saretta | Federico Browne Rogier Wassen     |
| 20.01       | Heilbronn | Heilbronn Open                          | $ 100.000 | Teppich (i)   | Karol Beck     | Simon Aspelin Johan Landsberg     |
| 20.01       | Waikoloa  | Hilton Waikoloa Village USTA Challenger | $ 037.500 | Hartplatz     | Robby Ginepri  | Diego Ayala Robert Kendrick       |
| 20.01       | Dallas    | Challenger of Dallas                    | $ 050.000 | Hartplatz (i) | Simon Greul    | Justin Gimelstob Scott Humphries  |
| 20.01       | Hamburg   | Warsteiner Challenger                   | $ 025.000 | Teppich (i)   | Mario Ančić    | Aleksandar Kitinov Magnus Larsson |

### Februar
| Datum1 | Ort        | Turnier                                | Preisgeld | Belag2        | Sieger Einzel          | Sieger Doppel                        |
| ------ | ---------- | -------------------------------------- | --------- | ------------- | ---------------------- | ------------------------------------ |
| 03.02. | Breslau    | KGHM Polish Indoors                    | $ 150.000 | Hartplatz (i) | Karol Kučera           | Petr Luxa David Škoch                |
| 03.02. | Joplin     | Freeman Men’s Challenger               | $ 050.000 | Hartplatz (i) | Bob Bryan              | Martín Alberto García Graydon Oliver |
| 03.02. | Belgrad    | Gemax Open                             | $ 025.000 | Teppich (i)   | Dennis van Scheppingen | Ilija Bozoljac Nenad Zimonjić        |
| 10.02. | Lübeck     | Warsteiner Challenger Lübeck           | $ 025.000 | Teppich (i)   | Alexander Waske        | Ota Fukárek Jordan Kerr              |
| 17.02. | Andrézieux | Challenger 42                          | $ 100.000 | Hartplatz (i) | Thierry Ascione        | David Škoch Lovro Zovko              |
| 17.02. | Wolfsburg  | Volkswagen Challenger                  | $ 025.000 | Teppich (i)   | Axel Pretzsch          | Karsten Braasch Axel Pretzsch        |
| 24.02. | Cherbourg  | Challenger Ford de Cherbourg-Octeville | $ 050.000 | Hartplatz (i) | Sergio Roitman         | Benjamin Cassaigne Rik De Voest      |
| 24.02. | Wrexham    | Wrexham Challenger                     | $ 025.000 | Hartplatz     | Wesley Moodie          | Daniele Bracciali Federico Luzzi     |

### März
| Datum1 | Ort               | Turnier                                                  | Preisgeld | Belag2        | Sieger Einzel     | Sieger Doppel                          |
| ------ | ----------------- | -------------------------------------------------------- | --------- | ------------- | ----------------- | -------------------------------------- |
| 03.03. | Besançon          | Open de Franche-Comté                                    | $ 037.500 | Hartplatz (i) | Cyril Saulnier    | Jonathan Erlich Julian Knowle          |
| 03.03. | Kyōto             | Shimadzu All Japan Indoor Tennis Championships           | $ 025.000 | Teppich (i)   | Michal Tabara     | Amir Hadad Andy Ram                    |
| 10.03. | Ho-Chi-Minh-Stadt | Heineken Challenger                                      | $ 050.000 | Hartplatz     | Amir Hadad        | Rik De Voest Wesley Moodie             |
| 10.03. | Salinas           | Abierto Internacional de Salinas                         | $ 025.000 | Hartplatz     | Giovanni Lapentti | Martín Alberto García Sebastián Prieto |
| 10.03. | Sarajevo          | Sarajevo Open                                            | $ 025.000 | Hartplatz (i) | Richard Gasquet   | Tomáš Berdych Jaroslav Levinský        |
| 10.03. | Tasmanien         | Uncle Toby’s Burnie Challenger                           | $ 025.000 | Hartplatz     | Satoshi Iwabuchi  | Federico Browne Rogier Wassen          |
| 17.03. | Cagliari          | Sardinia International Championships                     | $ 025.000 | Sand          | Filippo Volandri  | Álex López Morón Andrés Schneiter      |
| 24.03. | Barletta          | Torneo Internazionale di Tennis Città della Disfida Open | $ 025.000 | Sand          | Rafael Nadal      | Sebastián Prieto Sergio Roitman        |

### April
| Datum1 | Ort             | Turnier                                   | Preisgeld | Belag2    | Sieger Einzel      | Sieger Doppel                        |
| ------ | --------------- | ----------------------------------------- | --------- | --------- | ------------------ | ------------------------------------ |
| 07.04. | Calabasas       | Calabasas Challenger                      | $ 050.000 | Hartplatz | Jérôme Golmard     | Justin Gimelstob Scott Humphries     |
| 07.04. | Sanremo         | Sanremo Tennis Cup                        | $ 025.000 | Sand      | Tomas Behrend      | Daniele Bracciali Amir Hadad         |
| 14.04. | Bermuda         | XL Bermuda Open                           | $ 100.000 | Sand      | Flávio Saretta     | Robert Kendrick Mark Merklein        |
| 14.04. | San Luis Potosí | San Luis Potosí Challenger                | $ 050.000 | Sand      | Dick Norman        | Alex Bogomolow Frédéric Niemeyer     |
| 21.04. | Bangalore       | Indian Oil Servo ATP Challenger Bangalore | $ 025.000 | Hartplatz | Grégory Carraz     | Rodolphe Cadart Grégory Carraz       |
| 21.04. | León            | León Challenger                           | $ 025.000 | Hartplatz | Alex Bogomolow     | Ota Fukárek Jordan Kerr              |
| 21.04. | Neapel          | Tennis Napoli Cup                         | $ 025.000 | Sand      | Richard Gasquet    | Massimo Bertolini Giorgio Galimberti |
| 28.04. | Aix-en-Provence | Open Sainte-Victoire                      | $ 125.000 | Sand      | Mariano Puerta     | Stephen Huss Myles Wakefield         |
| 28.04. | Neu-Delhi       | Indian Oil Servo ATP Challenger New Delhi | $ 025.000 | Hartplatz | Ivo Heuberger      | Radoslaw Lukaew Dmitri Wlassow       |
| 28.04. | Rom             | Garden Open                               | $ 025.000 | Sand      | Giorgio Galimberti | Amir Hadad Martín Vassallo Argüello  |

### Mai
| Datum1 | Ort          | Turnier                                     | Preisgeld | Belag2    | Sieger Einzel            | Sieger Doppel                                 |
| ------ | ------------ | ------------------------------------------- | --------- | --------- | ------------------------ | --------------------------------------------- |
| 05.05. | Birmingham   | Birmingham Challenger                       | $ 050.000 | Sand      | Óscar Hernández          | Josh Goffi Travis Parrott                     |
| 12.05. | Forest Hills | West Side Tennis Club Clay Court Challenger | $ 050.000 | Sand      | Alex Bogomolow           | Justin Gimelstob Scott Humphries              |
| 12.05. | Zagreb       | Zagreb Open                                 | $ 050.000 | Sand      | Kristof Vliegen          | Lucas Arnold Ker Mariano Hood                 |
| 12.05. | Fargʻona     | Fergana Challenger                          | $ 025.000 | Hartplatz | Tuomas Ketola            | Justin Bower Aisam-ul-Haq Qureshi             |
| 12.05. | Košice       | Steelers Cup                                | $ 025.000 | Sand      | Martín Vassallo Argüello | Stephen Huss Myles Wakefield                  |
| 19.05. | Prag         | ECM Prague Open                             | $ 100.000 | Sand      | Sjeng Schalken           | Tomáš Berdych Michal Navrátil                 |
| 19.05. | Budapest     | Budapest Challenger I                       | $ 025.000 | Sand      | Johan Settergren         | Ignacio González King Juan Pablo Guzmán       |
| 26.05. | Ljubljana    | Ljubljana Open                              | $ 025.000 | Sand      | Jiří Vaněk               | Leonardo Azzaro Gergely Kisgyörgy             |
| 26.05. | Turin        | Sporting Challenger                         | $ 025.000 | Sand      | Óscar Serrano            | Emilio Benfele Álvarez Gabriel Trujillo Soler |

### Juni
| Datum1 | Ort                 | Turnier                                                          | Preisgeld | Belag2        | Sieger Einzel           | Sieger Doppel                            |
| ------ | ------------------- | ---------------------------------------------------------------- | --------- | ------------- | ----------------------- | ---------------------------------------- |
| 02.06. | Prostějov           | Unicredit Czech Open                                             | $ 125.000 | Sand          | Radek Štěpánek          | Jaroslav Levinský David Škoch            |
| 02.06. | Fürth               | Schickedanz Open                                                 | $ 050.000 | Sand          | Jan Frode Andersen      | Denis Gremelmayr Simon Greul             |
| 02.06. | Surbiton            | Surbiton Trophy                                                  | $ 050.000 | Rasen         | Wesley Moodie           | Joshua Eagle Andrew Kratzmann            |
| 02.06. | Tallahassee         | Tallahassee Tennis Challenger                                    | $ 050.000 | Hartplatz     | Paul Goldstein          | nach dem Viertelfinale abgebrochen       |
| 02.06. | Sassuolo            | Memorial Savigni                                                 | $ 025.000 | Sand          | Mariano Albert Ferrando | Paul Baccanello Stefano Galvani          |
| 09.06. | Biella              | Top Wool Challenger                                              | $ 100.000 | Sand          | Filippo Volandri        | Stefano Galvani Martín Vassallo Argüello |
| 09.06. | Weiden              | ATU Cup                                                          | $ 050.000 | Sand          | Tomas Behrend           | Mariano Delfino Patricio Rudi            |
| 09.06. | Atlantic City       | Atlantic City Open                                               | $ 025.000 | Hartplatz     | Björn Rehnquist         | Tripp Phillips Ryan Sachire              |
| 09.06. | Busan               | Busan Open Challenger Tennis                                     | $ 025.000 | Hartplatz     | Kim Young-jun           | Toshihide Matsui Michihisa Onoda         |
| 16.06. | Braunschweig        | Nord/LB Open                                                     | $ 125.000 | Sand          | Werner Eschauer         | Sebastián Prieto Jim Thomas              |
| 16.06. | Lugano              | Challenger Lugano                                                | $ 050.000 | Sand          | Diego Moyano            | Juan Balcells Juan Albert Viloca         |
| 23.06. | Andorra             | Open Internacional d’Andorra                                     | $ 025.000 | Hartplatz (i) | Grégory Carraz          | Rik De Voest Tuomas Ketola               |
| 23.06. | Reggio nell’Emilia  | Torneo B. Camparini                                              | $ 025.000 | Sand          | Richard Gasquet         | Joseph Sirianni Rogier Wassen            |
| 30.06. | Košice              | Exim AG Media Open                                               | $ 100.000 | Sand          | Rubén Ramírez Hidalgo   | Lucas Arnold Ker Mariano Hood            |
| 30.06. | Pozoblanco          | Open Diputación Ciudad de Pozoblanco                             | $ 075.000 | Hartplatz     | Stefano Pescosolido     | Brandon Coupe Noam Okun                  |
| 30.06. | Mantua              | Challenger Canottieri Mincio                                     | $ 025.000 | Sand          | Vincenzo Santopadre     | Enzo Artoni Martín Vassallo Argüello     |
| 30.06. | Montauban           | Open de Montauban                                                | $ 025.000 | Sand          | Juan Pablo Guzmán       | Fred Hemmes Rogier Wassen                |
| 30.06. | Zell am Harmersbach | Internationale Badische Meisterschaften um den Techem Cup – Zell | $ 025.000 | Sand          | Janko Tipsarević        | Karsten Braasch Franz Stauder            |

### Juli
| Datum1 | Ort              | Turnier                                | Preisgeld | Belag2    | Sieger Einzel            | Sieger Doppel                        |
| ------ | ---------------- | -------------------------------------- | --------- | --------- | ------------------------ | ------------------------------------ |
| 07.07. | Granby           | Challenger Natrel                      | $ 050.000 | Hartplatz | Frank Dancevic           | Lu Yen-hsun Danai Udomchoke          |
| 07.07. | Scheveningen     | Siemens Open                           | $ 050.000 | Sand      | Todd Larkham             | Fred Hemmes Edwin Kempes             |
| 07.07. | Bristol          | West of England Challenger             | $ 025.000 | Rasen     | Massimo Dell’Acqua       | Jean-François Bachelot Nicolas Mahut |
| 07.07. | Oberstaufen      | Oberstaufen Cup                        | $ 025.000 | Sand      | Martín Vassallo Argüello | Kornél Bardóczky Gergely Kisgyörgy   |
| 14.07. | Helsinki         | Finnish Open                           | $ 125.000 | Sand (i)  | Davide Sanguinetti       | Robert Lindstedt Robin Söderling     |
| 14.07. | Aptos            | USTA Seascape Challenger               | $ 050.000 | Hartplatz | Jeff Salzenstein         | Jan Hernych Uros Vico                |
| 14.07. | Budaörs          | Stella Artois Clay Court Championships | $ 050.000 | Sand      | Tomáš Berdych            | Leonardo Azzaro Gergely Kisgyörgy    |
| 14.07. | Manchester       | Manchester Trophy                      | $ 025.000 | Rasen     | Nicolas Mahut            | Martin Lee Arvind Parmar             |
| 14.07. | Olbia            | Geovillage Open                        | $ 025.000 | Sand      | Nicolás Almagro          | Alessio di Mauro Vincenzo Santopadre |
| 14.07. | Toljatti         | Togliatti Cup                          | $ 025.000 | Hartplatz | Dudi Sela                | Jun Katō Alexander Peya              |
| 21.07. | Campos do Jordão | Credicard Mastercard Tennis Cup        | $ 075.000 | Hartplatz | Giovanni Lapentti        | Rik De Voest Giovanni Lapentti       |
| 21.07. | Hilversum        | Hilversum Open                         | $ 075.000 | Sand      | Martin Verkerk           | Mariusz Fyrstenberg Marcin Matkowski |
| 21.07. | Lexington        | Fifth Third Bank Tennis Classic        | $ 050.000 | Hartplatz | Frank Dancevic           | Jonathan Erlich Takao Suzuki         |
| 21.07. | Tampere          | Tampere Imageneering Open              | $ 050.000 | Sand      | Robin Söderling          | Igor Andrejew Dmitri Wlassow         |
| 21.07. | Valladolid       | Arroyo de la Encomienda                | $ 037.500 | Hartplatz | Gilles Müller            | Jun Katō Łukasz Kubot                |
| 21.07. | Recanati         | Guzzini Challenger                     | $ 025.000 | Hartplatz | Daniele Bracciali        | Manuel Jorquera Frank Moser          |
| 28.07. | Segovia          | Open Castilla y León                   | $ 100.000 | Hartplatz | Rafael Nadal             | Ota Fukárek Tripp Phillips           |
| 28.07. | Belo Horizonte   | BH Tennis Open International Cup       | $ 025.000 | Hartplatz | Julio Peralta            | Marcos Daniel Alexandre Simoni       |
| 28.07. | Denver           | Colorado Tennis Classic                | $ 025.000 | Hartplatz | Arvind Parmar            | Rohan Bopanna Aisam-ul-Haq Qureshi   |
| 28.07. | St. Petersburg   | St. Petersburg Challenger              | $ 025.000 | Sand      | Florian Mayer            | Michail Jelgin Orest Tereschtschuk   |
| 28.07. | Trani            | Trani Cup                              | $ 025.000 | Sand      | Martín Vassallo Argüello | Mariano Delfino Matías O’Neille      |

### August
| Datum1 | Ort             | Turnier                                   | Preisgeld | Belag2    | Sieger Einzel       | Sieger Doppel                        |
| ------ | --------------- | ----------------------------------------- | --------- | --------- | ------------------- | ------------------------------------ |
| 04.08. | San Marino      | San Marino CEPU Open                      | $ 100.000 | Sand      | Alessio di Mauro    | Massimo Bertolini Tom Vanhoudt       |
| 04.08. | Binghamton      | Binghamton Professional Tennis Tournament | $ 050.000 | Hartplatz | Ivo Karlović        | Jonathan Erlich Andy Ram             |
| 04.08. | Saransk         | Mordovia Cup                              | $ 025.000 | Sand      | Martin Štěpánek     | Kornél Bardóczky Martin Štěpánek     |
| 04.08. | Samarqand       | Samarkand Challenger                      | $ 025.000 | Sand      | Daniel Köllerer     | Viktor Bruthans Serhij Stachowskyj   |
| 11.08. | Bronx           | GHI Bronx Tennis Classic                  | $ 050.000 | Hartplatz | Ivo Karlović        | Julien Benneteau Nicolas Mahut       |
| 11.08. | Buxoro          | Bukhara Challenger                        | $ 025.000 | Hartplatz | Marc-Kevin Goellner | Alexei Kedrjuk Vadim Kutsenko        |
| 11.08. | Graz            | CA Challenge                              | $ 025.000 | Hartplatz | Tomáš Berdych       | Noam Behr Ota Fukárek                |
| 11.08. | San Benedetto   | Banca Marche Tennis Cup                   | $ 025.000 | Sand      | Stan Wawrinka       | Todd Perry Thomas Shimada            |
| 18.08. | Manerbio        | Trofeo Dimmidisì                          | $ 050.000 | Sand      | Olivier Patience    | Mariusz Fyrstenberg Marcin Matkowski |
| 18.08. | Genf            | IPP Geneva Trophy                         | $ 037.500 | Sand      | Stan Wawrinka       | Álex López Morón Andrés Schneiter    |
| 18.08. | Mönchengladbach | BMW Challenger Open                       | $ 025.000 | Sand      | Daniel Elsner       | Irakli Labadse Rogier Wassen         |
| 25.08. | Brindisi        | Trofeo Città di Brindisi                  | $ 025.000 | Sand      | Galo Blanco         | Iván Navarro Mario Radić             |
| 25.08. | Freudenstadt    | Black Forest Open                         | $ 025.000 | Sand      | Gorka Fraile        | Franz Stauder Alexander Waske        |

### September
| Datum1 | Ort               | Turnier                                    | Preisgeld | Belag2        | Sieger Einzel         | Sieger Doppel                           |
| ------ | ----------------- | ------------------------------------------ | --------- | ------------- | --------------------- | --------------------------------------- |
| 01.09. | Istanbul          | TED Open                                   | $ 075.000 | Hartplatz     | Robin Söderling       | Jonathan Erlich Andy Ram                |
| 01.09. | Kiew              | Kyiv Open                                  | $ 050.000 | Sand          | Irakli Labadse        | Ignacio González King Juan Pablo Guzmán |
| 01.09. | Aschaffenburg     | Rhein-Main Challenger                      | $ 025.000 | Sand          | Dieter Kindlmann      | Karsten Braasch Franz Stauder           |
| 01.09. | Brașov            | Asirom Brașov Challenger                   | $ 025.000 | Sand          | Daniel Elsner         | Alexander Peya Rogier Wassen            |
| 01.09. | Genua             | Genoa Open Challenger                      | $ 025.000 | Sand          | Óscar Hernández       | Daniele Bracciali Vincenzo Santopadre   |
| 01.09. | Gramado           | Gramado Open de Tênis                      | $ 025.000 | Hartplatz     | Marcos Daniel         | Marcos Daniel Alexandre Simoni          |
| 08.09. | Budapest          | Budapest Challenger II                     | $ 025.000 | Sand          | Marc López            | Ignacio González King Juan Pablo Guzmán |
| 08.09. | Donezk            | Alexander Kolyaskin Memorial               | $ 025.000 | Hartplatz     | Tomáš Cakl            | Harsh Mankad Jason Marshall             |
| 08.09. | Sofia             | Bulgarian Challenger                       | $ 025.000 | Sand          | Stéphane Robert       | Ilja Kuschew Luben Pampoulov            |
| 15.09. | Saint-Jean-de-Luz | Grand Prix de Tennis de Saint-Jean-de-Luz  | $ 125.000 | Hartplatz (i) | Irakli Labadse        | Julien Benneteau Nicolas Mahut          |
| 15.09. | Stettin           | Pekao Szczecin Open                        | $ 125.000 | Sand          | Nicolás Massú         | Mariusz Fyrstenberg Marcin Matkowski    |
| 15.09. | Seoul             | Samsung Securities Cup                     | $ 075.000 | Hartplatz     | Lee Hyung-taik        | Alex Kim Lee Hyung-taik                 |
| 15.09. | Banja Luka        | Banja Luka Challenger                      | $ 025.000 | Sand          | Mario Radić           | Ionuț Moldovan Juri Schtschukin         |
| 15.09. | Mandeville        | Project Independence Men’s Challenger      | $ 025.000 | Hartplatz     | Dmitri Tursunow       | Sébastien de Chaunac Zack Fleishman     |
| 15.09. | Mexiko-Stadt      | Gran Challenger Casablanca                 | $ 025.000 | Hartplatz     | Adrián García         | Huntley Montgomery Andres Pedroso       |
| 15.09. | Teheran           | Tehran Open                                | $ 025.000 | Sand          | Óscar Hernández       | Daniel Köllerer Philipp Müllner         |
| 22.09. | Grenoble          | Open de L’Isère                            | $ 075.000 | Hartplatz (i) | Richard Gasquet       | Paul Baccanello Harel Levy              |
| 22.09. | San Antonio       | USTA Challenger of San Antonio             | $ 050.000 | Hartplatz     | Dmitri Tursunow       | Paul Goldstein Jeff Morrison            |
| 29.09. | Fresno            | Regional Hand Center of Central California | $ 050.000 | Hartplatz     | Alex Kim              | Diego Ayala Travis Parrott              |
| 29.09. | Groningen         | Challenger Groningen                       | $ 050.000 | Hartplatz (i) | Kristof Vliegen       | Amir Hadad Harel Levy                   |
| 29.09. | Sevilla           | Copa Sevilla                               | $ 037.500 | Sand          | Luis Horna            | Óscar Hernández Albert Portas           |
| 29.09. | Tumkur            | Tumkur Open                                | $ 025.000 | Hartplatz     | Philipp Kohlschreiber | Prakash Amritraj Rik De Voest           |

### Oktober
| Datum1 | Ort        | Turnier                                           | Preisgeld | Belag2        | Sieger Einzel     | Sieger Doppel                         |
| ------ | ---------- | ------------------------------------------------- | --------- | ------------- | ----------------- | ------------------------------------- |
| 06.10. | Barcelona  | Trofeo Cuitat de Barcelona                        | $ 025.000 | Sand          | Albert Portas     | Juan Ignacio Carrasco Mariano Delfino |
| 06.10. | Dharwad    | Dharwad Challenger                                | $ 025.000 | Hartplatz     | Danai Udomchoke   | Sanchai Ratiwatana Sonchat Ratiwatana |
| 06.10. | Quito      | Trofeo Ciudad de Quito                            | $ 025.000 | Sand          | Giovanni Lapentti | Ricardo Mello Alexandre Simoni        |
| 13.10. | Tiburon    | USTA Challenger of Tiburon                        | $ 037.500 | Hartplatz     | Alex Bogomolow    | Brandon Coupe Justin Gimelstob        |
| 13.10. | Belgaum    | Belgaum Open                                      | $ 025.000 | Hartplatz     | Juri Schtschukin  | Michal Mertiňák Branislav Sekáč       |
| 13.10. | La Réunion | Open de la Ville de Saint Denis                   | $ 025.000 | Hartplatz     | Peter Wessels     | Federico Browne Rogier Wassen         |
| 20.10. | Torrance   | USTA Challenger at West End Racquet & Health Club | $ 050.000 | Hartplatz     | Janko Tipsarević  | Ramón Delgado André Sá                |
| 27.10. | Aachen     | Lambertz Open by STAWAG                           | $ 050.000 | Teppich (i)   | Alexander Peya    | Mariusz Fyrstenberg Marcin Matkowski  |
| 27.10. | Waco       | Waco International Tennis Challenger              | $ 050.000 | Hartplatz     | Giovanni Lapentti | Devin Bowen Ashley Fisher             |
| 27.10. | Nottingham | Nottingham Challenger                             | $ 025.000 | Hartplatz (i) | Joachim Johansson | Amir Hadad Harel Levy                 |

### November
| Datum1 | Ort        | Turnier                                                    | Preisgeld | Belag2        | Sieger Einzel          | Sieger Doppel                        |
| ------ | ---------- | ---------------------------------------------------------- | --------- | ------------- | ---------------------- | ------------------------------------ |
| 03.11. | Bratislava | Tatra Banka Open                                           | $ 100.000 | Hartplatz (i) | Marc Rosset            | Jonathan Erlich Harel Levy           |
| 03.11. | Eckental   | Okal Cup                                                   | $ 025.000 | Teppich (i)   | Dennis van Scheppingen | Stephen Huss Robert Lindstedt        |
| 10.11. | Dnipro     | Privat Bank Cup                                            | $ 125.000 | Hartplatz (i) | Irakli Labadse         | Jonathan Erlich Harel Levy           |
| 10.11. | Helsinki   | IPP Open                                                   | $ 050.000 | Hartplatz (i) | Davide Sanguinetti     | Robert Lindstedt Robin Söderling     |
| 10.11. | Austin     | USTA Men’s Challenger of Austin                            | $ 025.000 | Hartplatz     | Paul Goldstein         | Lu Yen-hsun Jason Marshall           |
| 17.11. | Champaign  | Wright Financial Group/Northwestern Mutual USTA Challenger | $ 050.000 | Hartplatz (i) | Paul Goldstein         | Travis Parrott Bruno Soares          |
| 17.11. | Prag       | Czech Indoor Open                                          | $ 025.000 | Teppich (i)   | Marc Rosset            | Martin Štěpánek Igor Zelenay         |
| 17.11. | Puebla     | Challenger Britania Zavaleta                               | $ 025.000 | Hartplatz     | Ricardo Mello          | Santiago González Alejandro González |
| 24.11. | Mailand    | Jameson Cup                                                | $ 050.000 | Teppich (i)   | Dennis van Scheppingen | Davide Sanguinetti Takao Suzuki      |

### Dezember
| Datum1 | Ort    | Turnier                              | Preisgeld | Belag2      | Sieger Einzel     | Sieger Doppel                |
| ------ | ------ | ------------------------------------ | --------- | ----------- | ----------------- | ---------------------------- |
| 01.12. | Ischgl | Ischgl International                 | $ 025.000 | Teppich (i) | Joachim Johansson | Julian Knowle Alexander Peya |
| 29.12. | Nouméa | Internationaux de Nouvelle-Calédonie | $ 037.500 | Hartplatz   | Guillermo Cañas   | Ashley Fisher Stephen Huss   |

- 1 Turnierbeginn (ohne Qualifikation)
- 2 Das Kürzel „(i)“ (= indoor) bedeutet, dass das betreffende Turnier in einer Halle ausgetragen wurde.